# Det enda vittnet
Det enda vittnet (engelska: Cornered) är en amerikansk långfilm från 1945 i regi av Edward Dmytryk, med Dick Powell, Walter Slezak, Micheline Cheirel och Nina Vale i rollerna.

## Handling
Laurence Gerard (Dick Powell) är en kanadensisk pilot. När han efter andra världskriget kommer ut ur det kanadensiska flygvapnet tar han sig till Frankrike för att besöka sin svärfar, Monsieur Rougon. Gerard får reda på att hans fru Celeste var en av femtio fransmän som beordrades att dödas av Vichyregeringens Marcel Jarnac (Luther Adler). Efter vissa förvecklingar får Gerard upp spåret på Jarnac, som leder honom till Buenos Aires.

## Rollista
| Dick Powell       | – Laurence Gerard        |
| Walter Slezak     | – Melchior Incza         |
| Micheline Cheirel | – Mme. Madeleine Jarnac  |
| Nina Vale         | – Señora Camargo         |
| Morris Carnovsky  | – Manuel Satana          |
| Edgar Barrier     | – DuBois, Insurance Man  |
| Steven Geray      | – Señor Tomas Camargo    |
| Jack La Rue       | – Diego, Hotel Valet     |
| Gregory Gaye      | – Perchon, German Banker |
| Luther Adler      | – Marcel Jarnac          |

## Produktion
RKO Pictures köpte in ett utkast av manusförfattaren Ben Hecht, men regissören Edward Dmytryk och producenten Adrian Scott ansåg att manuset inte gick att använda och tog in John Wexley för att skriva om det hela. Wexleys behandling blev dock väldigt betyngd av socialistiska dialoger, förklädd till antifascistisk propaganda. Både Wexley, Dmytryk och Scott var medlemmar av kommunistpartiet, men Dmytryk och Scott ville inte alls hantera historien på det sättet utan tog istället in en tredje manusförfattare, John Paxton, som skrev färdigt filmen.